# Michaela Othmani
Michaela Othmani (* 28. prosince 1967 Chlumec nad Cidlinou) je disidentka patřící mezi nejmladší signatářky Charty 77 (tu podepsala jako Michaela Mayerová). Spolu se svým prvním manželem Leošem Mayerem vystupovala proti komunistickému režimu.

## Osobní život

### Dětství
Narodila se 28. prosince v Chlumci nad Cidlinou, kde žila s rodiči až do svých osmi let. Poté se rodina přestěhovala k Dobříši a následně do Prahy. Díky otci rockerovi našla zálibu v tvrdé hudbě, koncerty v okolí Prahy objížděla už od čtrnácti let.
Po základní škole nastoupila na střední učiliště spojů, kde roku 1986 odmaturovala. Během jejího studia se její rodiče přestěhovali do Liberce (její otec zde dostal jako řidič tramvaje služební byt), kam je po maturitě následovala. Pracovala na poštách různě po Liberecku, kde jako začínající poštmistrová většinou zaskakovala.

### Mládí a podpis Charty 77
V Liberci se na taneční zábavě, kde hrála heavy-metalová skupina Autobus, seznámila se svým prvním manželem Leošem Mayerem. Svatbu měli v roce 1987. Leoš Mayer se z práce v dílně libereckého nádraží znal s Jiřím Fajmonem, skrz kterého se dostali k dalším disidentům. Oba manželé poté v únoru 1988 podepsali Chartu 77 v Praze u Petra Uhla a Anny Šabatové.
Po podpisu Charty 77 si pro oba manžele přijeli příslušníci StB. Oběma byly v dubnu 1988 založeny Státní bezpečnostní spisy prověřované osoby. Po prověření bylo zjištěno, že manželé byli členy redakce samizdatového časopisu Nákup. Během prvních výslechů se jí ptali právě na různé letáky, které s manželem rozmnožovali na cyklostylu.
Zapojovala se i do akcí Nezávislého mírového sdružení, v němž například připravovali koncerty nebo vedli kampaň, aby se v ČSSR neprodávaly hračky s vojenskou tematikou. Zde se později setkala i s Hanou Marvanovou.

### Věznění
Od února 1988 do sametové revoluce v listopadu 1989 byla několikrát uvězněna v cele předběžného zadržení, přičemž pokaždé v cele strávila maximální zákonem povolenou dobu, tj. 48 hodin.
Dle svědectví ze dnů 27.–30. října 1988 byla zadržena v bytě v Liberci, odvezena do liberecké věznice, kde se při osobní prohlídce musela svléknout donaha a dělat dřepy. Následoval převoz do Jablonce nad Nisou, kde proběhla stejná prohlídka, ačkoliv neměla žádnou možnost v mezičase cokoliv získat a prohlídku prováděla ta samá dozorkyně – jednalo se tedy pouze o snahu disidentku ponížit. Podle Sdělení č. 844 od VONS měla v tomto krátkém časovém úseku proběhnout dokonce třetí prohlídka a při jedné z nich měla být filmována. Po uplynutí 48 hodin byla propuštěna, ovšem po nástupu do autobusu zpět do Liberce StB autobus sledovala, v Proseči zastavila a Mayerovou opět zadržela na dalších 48 hodin.
I přes problémy s komunistickým režimem mohla dále pracovat na poště. Některé dny pracovala na vesnické pobočce úplně sama, a pokud ji odvezli na celodenní výslech, pobočka zůstala zavřená. Po nějaké době již nebyla odvážena pryč, ale krátké výslechy probíhaly přímo na pobočce pošty. Sama uvažovala o změně zaměstnání, ale ředitel pošt v okrese Liberec Josef Pohlreich ji přesvědčil, aby zůstala. Sám se za ni také několikrát přimlouval.
S manželem byli zadrženi i 21. ledna 1989, kdy vyrazili k hrobu Jana Palacha do jeho rodných Všetat, podobně jako stovky dalších odpůrců totality. Vypověděla, že po příjezdu do Všetat ušli jen pár kroků od vlaku, když ji přítomní policisté chytili za vlasy a začali s ní mlátit o auto. Následovalo zadržení a výslech, po kterém StB rozvážela autobusy zadržené po Čechách.

### Sametová revoluce
Manželé Mayerovi se v roce 1989 přidali ke shánění podpisů pro petici Několik vět. Návštěvy StB u Mayerové v práci byly ke konci léta stále častější, ale dle svých slov se nebála, protože neměla děti. Tou dobou byl manželům dokonce nabídnut legální odchod do západního Německa. Tuto nabídku ale odmítli.
Samotné revoluce se nezúčastnili. Pár dní před 17. listopadem se uchýlili ke známým u Nového Bydžova. Hlavním důvodem bylo Michaelino těhotenství. Do Liberce se vrátili až v neděli 19. listopadu a o rozehnání demonstrantů na Národní třídě se dozvěděli z rozhlasové stanice Svobodná Evropa. Ačkoliv i v Liberci následně proběhly velké demonstrace, kvůli těhotenství se jich sama nezúčastnila. S manželem ale doma množila a roznášela Lidové noviny a další tiskoviny.

### Život po revoluci
Po sametové revoluci se do politiky nezapojila, dala přednost starosti o rodinu. Později měla s manželem druhé dítě, ale nakonec se rozvedli. Vdala se podruhé, a nakonec i potřetí. Dnes se jmenuje Michaela Othmani. V roce 2021 žila ve Frýdlantě a pracovala v bance.
Faktem, že podepsala Chartu 77, se příliš nechlubí. V Liberci je připomínána tramvajovou zastávkou Rybníček – Zastávka Reného Matouška a dalších libereckých signatářů Charty 77, kde je uvedena jako Michaela Mayerová.